# Франтішек Томашек
Франтішек Томашек (чеськ. František Tomášek; 30 червня 1899, Студенка, Моравія, Австро-Угорщина — 4 серпня 1992, Прага, Чехословаччина) — чехословацький кардинал, католицький богослов, політв'язень (1951—1954), архієпископ Празький з 30 грудня 1977 по 26 березня 1991. Кардинал-священик in pectore з 24 травня 1976, з титулом церкви Ss. Vitale, Valeria, Gervasio e Protasio з 27 червня 1977.

## Біографія
Франтішек Томашек народився 30 червня 1899 року в моравському містечку Студенка (чеськ. Studénka, нім. Stauding) в сім'ї вчителя. У шість років залишився без батька, закінчив гімназію, в 1918 році був призваний в армію, але незабаром звільнений через хворобу (туберкульоз). Вступив до семінарії, 5 липня 1922 висвячений архієпископом Антоніном Кирилом Стояном в сан священика. У 1940—1945 роках викладав в єпархіальному богословському училище в Оломоуці. Займався катехизацію, а також катехетікой і педагогікою.
Таємно посвячений у єпископи архієпископом Оломоуцький Йозефом Матохой 14 жовтня 1949 року, що сам став єпископом трохи більше ніж за рік до цього; призначений допоміжним єпископом Оломоуца і титулярним єпископом Бутусов. Своїм єпископським девізом обрав фразу лат. «Laxabo rete!» («Буду розкидати мережі»).
23 липня 1951 заарештований комуністичною владою і без суду відправлений до концтабору для священиків в Желіве (чеськ. Želiv). Працював на каменоломні. Випущений 28 травня 1954 року.
У 1954—1965 роках служив священиком в Моравської Гузов (чеськ. Moravská Huzová), при цьому в 1962—1965 роках брав участь у Другому Ватиканському соборі (єдиний чеський єпископ, який був присутній на всіх чотирьох його сесіях). 18 лютого 1965 року призначений апостольським адміністратором Праги (архієпископ Праги, Йозеф Беран, був в 1965 році обраний кардиналом, і влада дозволила йому виїхати в Рим за тієї умови, щоб він уже не повернувся до Чехословаччини).
24 травня 1976 року Франтішек Томашек обраний кардиналом in pectore (тобто таємно, без оголошення) 27 червня 1977 року про його кардинальство оголошено на консисторії, де, зокрема, став кардиналом Йозеф Ратцингер. 30 грудня того ж року він призначений 34-м архієпископом Праги. У 1978 році брав участь в конклавах, на яких були обрані папи Іоанн Павло I і Іван Павло II.

## Участь у політичній діяльності
У 1968 році кардинал Томашек підтримав Празьку весну в надії, що розпочата Дубчеком демократизація розширить возомжность церкви. Дійсно, навіть після радянської інтервенції легалізована тоді греко-католицька церква у Східній Словаччині залишилась легальної.
У 1989 році кардинал Томашек підтримав оксамитову революцію.

## Останні роки
Після оксамитової революції католицька церква в Чехословаччині звільнилася від контролю з боку влади. У 1990 році Чехословаччину відвідав папа Іоанн Павло II. Мрія кардинала Томашек здійснилася, і він, будучи вже у віці 90 років, подав прохання про відставку. 26 березня 1991 року його прохання було задоволено. Наступником кардинала Томашек був призначений єпископ Мілослав Влк.
Влітку 1992 року кардинал Франтішек Томашек був госпіталізований, а 4 серпня 1992 помер. Похований в празькому кафедральному соборі св. Віта.